# Macrobiotus scoticus
Espèce
Macrobiotus scoticus est une espèce de tardigrades de la famille des Macrobiotidae.

## Distribution
Cette espèce est endémique d'Écosse au Royaume-Uni.

## Publication originale
- Stec, Morek, Gąsiorek, Blagden & Michalczyk, 2017 : Description of Macrobiotus scoticus sp. nov. (Tardigrada: Macrobiotidae: Hufelandi Group) from Scotland by Means of Integrative Taxonomy. Annales Zoologici vol. 67, no 2, p. 181-197.